# Staveleya
Genre
Synonymes
- Hypsocephalus Millidge, 1978 nec Swift & Ellwood, 1972

Staveleya est un genre d'araignées aranéomorphes de la famille des Linyphiidae.

## Distribution
Les espèces de ce genre se rencontrent en Europe.

## Liste des espèces
Selon World Spider Catalog (version 22.5, 29/11/2021) :
- Staveleya huberti (Millidge, 1975)
- Staveleya nesiotes (Simon, 1915)
- Staveleya paulae (Simon, 1918)
- Staveleya pusilla (Menge, 1869)

## Systématique et taxinomie
Ce genre a été décrit sous le nom Hypsocephalus par Millidge en 1978 . Le nom Hypsocephalus Millidge, 1978 étant préoccupé par Hypsocephalus Swift & Ellwood, 1972, il est renommé par Sherwood en 2021.

## Étymologie
Ce genre est nommé en l'honneur d'Eliza Fanny Staveley (1831–1903).

## Publications originales
- Sherwood, 2021 : « A replacement name for Hypsocephalus Millidge, 1978 (Araneae: Linyphiidae). » Serket, vol. 18, no 1, p. 64-66.
- Millidge, 1978 : « The genera Mecopisthes Simon and Hypsocephalus n.gen. and their phylogenetic relationships (Araneae: Linyphiidae). » Bulletin of the British Arachnological Society, vol. 4, no 3, p. 113-123.